# Ferihegyi út
A Ferihegyi út Budapest XVII. kerületének egyik legfontosabb észak-déli irányú főútja.

## Fekvése
A Rákosliget és Rákoscsaba-Újtelep határán lévő Fackh Károly tértől indul és Rákoskeresztúron és Rákoshegyen keresztül szinte a teljes XVII. kerületet átszelve a Liszt Ferenc nemzetközi repülőtér mellett ér véget, ahonnan Felsőbabádi utca néven folytatódik tovább.

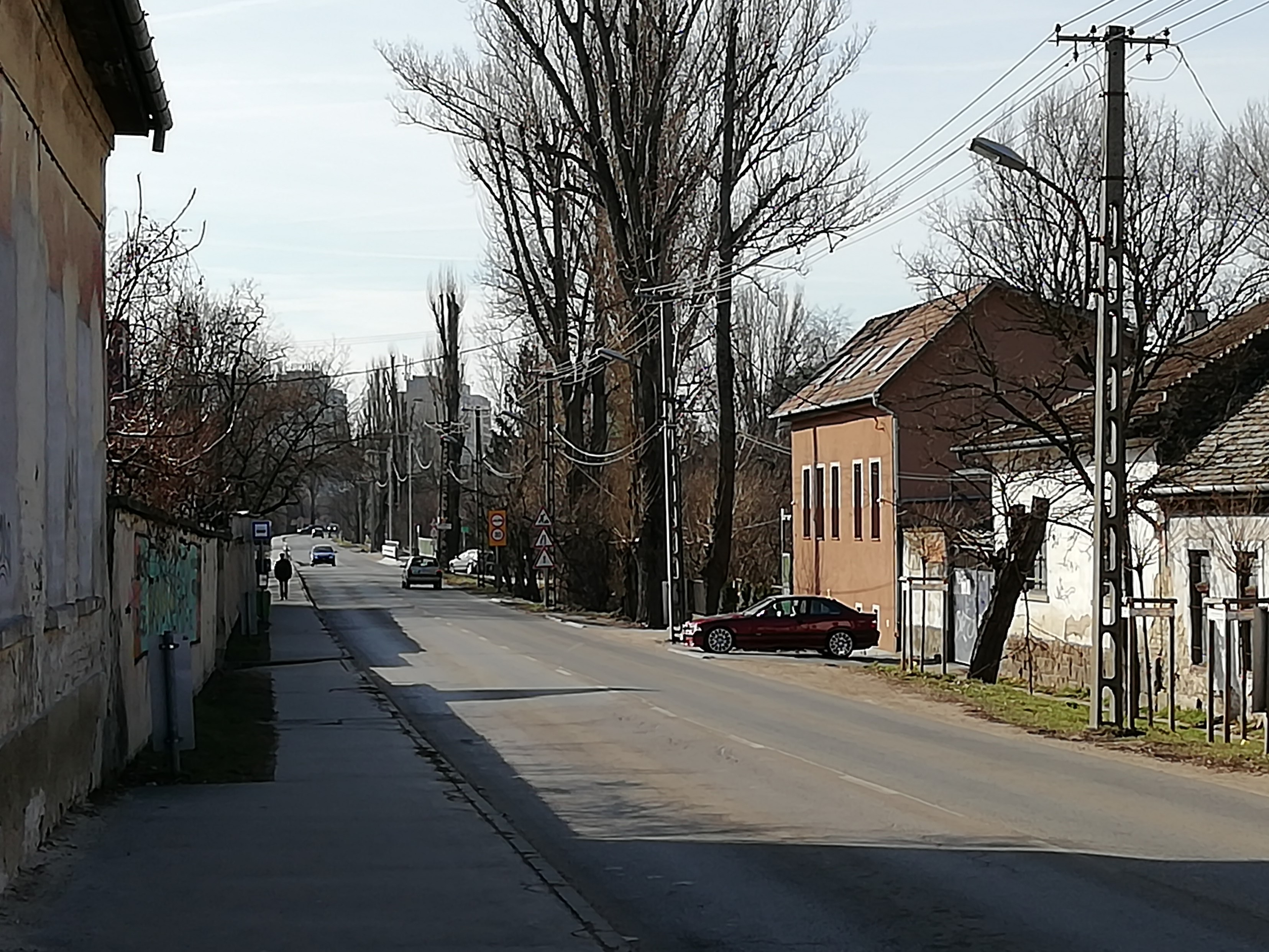
Az út Rákosliget megállóhely felől Rákoskeresztúr felé

A mai útnak eredetileg csak a rákoshegyi szakaszát hívták Ferihegyi útnak, a reptér és a városrész közé eső szakaszát pedig Külső Ferihegyi útnak. Rákosligeti szakasza az 1920-as években Horthy Miklós út, majd 1945-től Kossuth Lajos utca, Rákoskeresztúron Malom utca volt. Ezeket a részeket 1958-ban nevezték át egységesen Ferihegyi útra.
A második világháború során létesített repülőtér az eredeti utat kettévágta, így az összekötő jellegét elveszítve a Budapest–Újszász–Szolnok-vasútvonal keresztezése után a széles nyomvonala ellenére a reptér felé mellékutca lett, a reptér közvetlen közelében pedig zsákutca. Az észak–déli forgalom a szomszédos, de jóval kisebb forgalomra tervezett Baross utcára terelődött át. 
Rákosligeti szakasza mentén az 1890-es évek legvégén épült ki egy családi házas telep, melynek így főutcája lett, egyben kettéválasztója is. Keleti oldalán páros, nyugati oldalán páratlan római számokat adtak az utcáknak. Ez az utcanévbokor azóta sem változott. A városrész központja, a Hősök tere szintén a Ferihegyi út mentén található.
Rákoskeresztúri szakasza is központi szerepet kapott. A Pesti út és a Ferihegyi út metszésében alakult ki a Fő tér (korábban leginkább Rákoskeresztúr, városközpont, vagy Elágazás, esetleg Elág), a XVII. kerület legfontosabb csomópontja, gyakorlatilag a kerület központja.
A Ferihegyi út meghosszabbítása a Felsőbabádi utcáig (ami eredetileg egy mellékutcája volt), illetve a felsőbabádi utca leaszfaltozása több évtizedes ígérgetés után végül több szakaszban 2013 és 2017 között valósult meg, amivel eredeti funkcióját visszanyerve a Ferihegyi ismét elkerülő út lett, jelentősen tehermentesítve a Baross utca sűrűn lakott részeit.